# سن سیمن (کالیفرنیا)
سن سیمن (به انگلیسی: San Simeon) یک منطقهٔ مسکونی در ایالات متحده آمریکا است که در شهرستان سن لوییز اوبیسپو، کالیفرنیا واقع شده‌است. سن سیمن ۲٫۰۶۳ کیلومتر مربع مساحت و ۴۶۲ نفر جمعیت دارد و ۷۰٫۱ متر بالاتر از سطح دریا واقع شده‌است.